# Nan dao
Il nan-dao (letteralmente sciabola del sud) è un tipo di spada tradizionale cinese  vi sono numerosissime discussioni sull'epoca di invenzione di quest'arma, c'è chi la data come un'arma piuttosto antica (Dinastia Song) e chi la classifica come un'arma moderna, nata a imitazione di un'Húdié shuāng dāo ma a dimensione maggiorata per potere rappresentare il canone sud-nord tipico delle arti marziali cinesi moderne. 

## Caratteristiche generali
Il nan-dao è una spada  monofilare e definibile ad una mano e mezza, proprio perché è utilizzabile sia a due che a una mano, ed è di solito costruito in acciaio con il manico rivestito di seta.

## Nelle arti marziali
Ne esiste una varietà utilizzata nel nanquan che presenta una lama molto sottile e che ha la peculiarità di vibrare fortemente se scossa; in più sull'ultima parte del manico vi è attaccato un anello su cui è legato un fazzoletto che ha lo scopo di distrarre il nemico.